# 黔安郡
黔安郡，中国隋朝时设置的郡。
大业三年（607年）改黔州置，治所在彭水县（今重庆市彭水苗族土家族自治县）。唐朝武德元年（618年）复改为黔州。